# Berjaya Air
Berjaya Air is een Maleisische luchtvaartmaatschappij met haar thuisbasis in Kuala Lumpur.

## Geschiedenis
Berjaya Air is opgericht in 1989 als Pacific Air Charter. Na overname door de Berjaya Group werd de huidige naam ingevoerd.

## Bestemmingen
- Maleisië
  - Pulau Pangkor
  - Pulau Redang
  - Kuala Lumpur
  - Pulau Tioman
- Singapore
  - Seletar Airport
- Thailand
  - Koh Samui

## Vloot
De vloot van Berjaya Air bestaat uit:(oktober 2007)
- 4 De Havilland Dash-7